# Джурла (водоспад)
Джурла — водоспад на однойменній кримській річці. Водоспад є серією невисоких каскадів. Знаходиться на висоті 820 метрів над рівнем моря в течії річки Джурла (Україна, Крим).
Неподалік — на північ від водоспаду — джерело Чобан-Чокрак.